# Voduška červená
Voduška červená čili lečve (Kobus leche) je středně velká antilopa obývající Střední a Jižní Afriku, konkrétně území jihovýchodní části Demokratické republiky Kongo, oblasti poblíž řeky Okavango v Botswaně a řeky Kafue a jezera Bangweulu v Zambii.

## Alternativní názvy
- antilopa Ličiho
- lečve červená
- voduška lečve

## Popis
Kohoutková výška u vodušky červené se pohybuje mezi 90–100 cm, tělo je dlouhé 1,3–2,4 m a hmotnost se pohybuje mezi 70 až 120 kg. Srst na horní straně těla je zbarvena kaštanově až černě a kontrastuje s bílou spodinou těla a hrdlem a černými páskami na nohách. Samci bývají tmavší a na rozdíl od samic mají až 90 cm dlouhé spirálovité rohy. Zadní končetiny jsou o něco delší než u jiných druhů antilop, což tvoří stejně jako prodloužené kopyta, která se při došlápnutí rozloží, adaptaci k lepšímu a rychlejšímu brodění v bažinatých a zaplavených oblastech.

## Chování
Obývá většinou bažinaté oblasti nebo okolí řek a jezer, kde požírá vodní rostliny, které jsou dostupné v závislosti na výši vodní hladiny. Pokud spatří nebezpečí, velice rychle uteče do vody a to i do hloubky, kdy jim je voda po kolena. To většinu jejich hlavních predátorů, které tvoří větší šelmy, odradí. Jsou také skvělými plavci a díky větší délce svých končetin, jak už bylo zmíněno výše, se dokáže poměrně rychle a ladně pohybovat i po povrchu pokrytým bahnem.
Voduška červená je aktivní ve dne. Žije v ohromných stádech, které mohou čítat několik stovek, ba i tisíců jedinců a má systém malých teritorií zvaných leky. Členové jednoho stáda bývají obvykle jednoho pohlaví, až na období páření, kdy se jednotlivá stáda navzájem promíchávají. Před pářením spolu samci agresivně zápasí, k čemuž používají své rohy. Samice rodí po 225 dnech březosti jediné mládě. Voduška červená se může dožít až 15 let.

## Poddruhy
Rozeznáváme 4 poddruhy:
- Kobus leche kafuensis Haltenorth, 1963
- Kobus leche leche Gray, 1850
- Kobus leche robertsi Rothschild, 1907 †
- Voduška černá (Kobus leche smithemani) Lydekker, 1900

## Chov v zoo
V Evropě je tento druh chován v necelých sedmi desítkách zoo. V Česku chovají vodušky červené v následujících zoologických zahradách:
- Zoo Dvůr Králové
- Zoo Plzeň
- Zoo Praha
- Zoo Ústí nad Labem
- Zoo Hluboká

V minulosti jí také chovaly v Zoo Zlín.
Na Slovensku je k vidění v Zoo Košice a Zoo Bratislava.
V minulosti ji také chovaly v Zoo Bojnice (1992 - 2004).

### Chov v Zoo Praha
První jedinci tohoto druhu přišli do Zoo Praha v roce 2002. První úspěšný odchov se podařil o šest let později v roce 2008. Ke konci roku 2017 bylo chováno 13 jedinců. V lednu 2019 se narodila další dvě mláďata (samec a samice). V březnu 2019 se narodil samec a samice. 29. května 2019 se narodila další samice a v červnu téhož roku následovaly další dva přírůstky. 19. ledna 2020 se narodila samička Klotilda. Další voduška přišla na svět v únoru 2020 a tři samičky následovaly v březnu 2020.
Vodušky červené jsou k vidění v horní části zoo ve výběhu Africké panorama při pavilonu Africký dům.